# Tiaoyue
Saltare (跳躍T, 跳跃S, tiàoyuè P, T'iao YuehW) è un termine che nelle arti marziali cinesi si riferisce ad una parte del Jibengong (lavoro fondamentale). Come si evince dal nome stesso è l'insieme di tecniche basilari di utilizzo dei salti, in particolare dei calci e degli spostamenti in volo.

## Alcuni elenchi

### Nel Wushu Sportivo
Questi sono alcuni Tiaoyue che troviamo nel Wushu Sportivo:
Nei testi di Wushu comunemente vengono elencate le seguenti (citando le più comuni):
| IDEOGRAMMI               | Nome in Pinyin          | Nome in italiano                                                    |
| 1腾空飞脚 (腾騰飛腳)     | téngkòng fēijiǎo        | Piede volante che si libra nell'aria                                |
| 2腾空双飞脚 (腾騰雙飛腳) | téngkòng shuāng fēijiǎo | Doppi piedi volanti che si librano nell'aria                        |
| 3腾空摆莲 (腾騰擺蓮)     | téngkòng bǎilián        | Loto che oscilla librandosi nell'aria                               |
| 4腾空蹬踢 (腾騰蹬踢)     | téngkòng dēngtī         | Calcio calpestato librandosi nell'aria                              |
| 5腾空侧踹 (腾騰側踹)     | téngkòng cèchuài        | Stampare lateralmente librandosi nell'aria                          |
| 6旋风脚 (旋風腳)         | xuánfēngjiǎo            | Piede che turbina vorticosamente librandosi nell'aria               |
| 7旋子                    | xuànzi                  | Turbine (questa tecnica è conosciuta come "Butterfly" o "Farfalla") |
| 8侧空翻 (側空翻)         | cè kōngfān              | Salto mortale laterale (anche detto Ruota senza mani)               |
| 9大跃步前穿 (大躍步前穿) | dàyuèbù qiánchuān       | Grande passo saltato che penetra in avanti                          |

### Scuola Chang
La seguente tabella fornisce esempi legati alla Scuola Chang con il loro omologo del Wushu Moderno:
| Tiaoyue Wushu Sportivo | Tiaoyue Scuola Chang                                                                                                   |
| 1Piede volante che si libra nell'aria (腾騰飛腳T, 腾空飞脚S, téngkòng fēijiǎoP, T'eng K'ong Fei ChiaoW)                     | calcio nove: due balzi di gamba (二起腿T, 二起腿S, èrqǐtuǐP, Ehr Ch'i T'uiW)                                           |
| 2 Doppi piedi volanti che si librano nell'aria (腾騰雙飛腳T, 腾空双飞脚S, téngkòng shuāng fēijiǎoP, T'eng K'ong Fei ChiaoW) | calcio quindici: Doppie gambe volanti (雙飛腿T, 双飞腿S, shuāng fēituǐP, Shuang Fei T'uiW)                             |
| 3Loto che oscilla librandosi nell'aria (腾騰擺蓮T, 腾空摆莲S, téngkòng bǎiliánP, T'eng K'ong Pai LianW)                     | calcio dodici: Gamba volante che oscilla verso l'esterno (飛外擺腿T, 飞外摆腿S, fēiwàibǎituǐP, Fei Wai Pai T'uiW)      |
| 4Calcio calpestato librandosi nell'aria (腾騰蹬踢T, 腾空蹬踢S, téngkòng dēngtīP, T'eng K'ong Teng T'iW)                     | calcio nove: due balzi di gamba (二起腿T, 二起腿S, èrqǐtuǐP, Ehr Ch'i T'uiW)                                           |
| 5Stampare lateralmente librandosi nell'aria (腾騰側踹T, 腾空侧踹S, téngkòng cèchuàiP, T'eng K'ong T'se Ch'uaiW)             | calcio tredici: Gamba che scatta in volo (飛彈腿T, 飞弹腿S, fēitántuǐP, Fei T'an T'uiW)                                |
| 6Piede che turbina vorticosamente librandosi nell'aria (旋風腳T, 旋风脚S, xuánfēngjiǎoP, Hsuan Feng ChiaoW)                 | calcio dieci: Gamba che turbina vorticosamente librandosi nell'aria (旋風腿T, 旋风腿S, xuánfēngtuǐP, Hsuan Feng T'uiW) |
| 7Turbine (旋子T, 旋子S, xuán zǐP, Hsuan TsiW)                                                                               | assente |
| 8Salto mortale laterale (側空翻T, 侧空翻S, cè kōngfānP, T'se K'ong FanW)                                                    | assente |
| 9Grande passo saltato che penetra in avanti (大躍步前穿T, 大跃步前穿S, dàyuèbù qiánchuānP, Ta Yueh Pu Chian Ch'uanW)        | Repentino salto in avanti (箭步T, 箭步S, jiànbùP, Chien Pu W)                                                          |

### Nel Chuojiao
Questi alcune tecniche in salto del Chuojiao:
| Tiaoyue Chuojiao |
| 1Due piedi che saltano librandosi nell'aria (腾騰二蹦腳T, 腾空二蹦脚S, téngkòng èrbèngjiǎoP, T'eng K'ong Ehr Peng ChiaoW) corrisponde a Tengkong Feijiao                                           |
| 2Piede volante che si libra nell'aria (腾騰飛腳T, 腾空飞脚S, téngkòng shuāng fēijiǎoP, T'eng K'ong Fei ChiaoW) stranamente corrisponde a Xuanfengjiao                                              |
| 3Gamba del loto che oscilla librandosi nell'aria (腾騰擺蓮腿T, 腾空摆莲腿S, téngkòng bǎiliántuǐP, T'eng K'ong Pai Lian T'uiW) corrisponde a Tengkong Bailian                                       |
| 4Gamba che scatta frontalmente incrociata librandosi nell'aria (腾騰十字前彈腿T, 腾空十字前弹腿S, téngkòng shízì qián tántuǐP, T'eng K'ong Shi Tzu Chian T'an T'uiW) corrisponde a Tengkong Dengti |
| 5Doppia rondine che vola (雙飛燕T, 双飞燕S, shuāngfēiyànP, Shuang Fei YanW) corrisponde a Tengkong Shuangfeijiao                                                                                   |
| 6Turbine (旋子T, 旋子S, xuán zǐP, Hsuan TsiW) ha il medesimo nome |
| 7Salto mortale laterale (側空翻T, 侧空翻S, cè kōngfānP, T'se K'ong FanW) ha il medesimo nome |

### Nel Chaquan
Nel testo Chaquan i Tiaoyue sono semplicemente tecniche di spostamento, ma nell'elenco che segue, ripreso da quel libro, compaiono anche le tecniche di gamba in salto che vengono chiamate Feijiao (飞脚) .
| Tiaoyue Chaquan |
| 1Turbine (旋子T, 旋子S, xuán zǐP, Hsuan TsiW) ha il medesimo nome |
| 2Saltare girando il corpo (翻身躍T, 翻身跃S, fānshēnyuèP, Fan Shen YuehW) corrisponde a Dayuebu Qianchuan, ma con una torsione in volo che porta dalla parte opposta del senso di partenza |

| Feijiao Chaquan |
| 1Un piede che batte (單拍腳T, 单拍脚S, dānpāijiǎoP, Tan Pai ChiaoW) stranamente nei Tuifa c'è un nome identico per una tecnica non saltata       |
| 2Piede che batte obliquamente (斜拍腳T, 斜拍脚S, xié pāijiǎoP, Hsieh Pai ChiaoW)                                                                 |
| 3Piede volante che si libra nell'aria (腾騰飛腳T, 腾空飞脚S, téngkòng fēijiǎoP, T'eng K'ong Fei ChiaoW) ha lo stesso nome del Wushu Sportivo     |
| 4Piedi volanti concatenati che si librano nell'aria (腾騰連環飛腳T, 腾空连环飞脚S, téngkòng liánhuán fēijiǎoP, T'eng K'ong Lian Huan Fei ChiaoW) |

Zhang Wenguang fornisce un elenco di alcuni calci in volo che corrispondono esattamente a quelli del Wushu Sportivo, ma non potrebbe essere altrimenti, in quanto egli è il direttore dell'università di educazione Fisica di Pechino.